# 병사는 죽어서 말한다
"병사는 죽어서 말한다"는 한국에서 제작된 김기영 감독의 1966년 영화이다. 신영균 등이 주연으로 출연하였고 박원석 등이 제작에 참여하였다.

## 출연

### 주연
- 신영균
- 선우용여
- 김석강
- 황정순

## 기타
- 조명: 윤창화
- 미술: 박석인